# Dicranomyia (Dicranomyia) geronimo
Dicranomyia (Dicranomyia) geronimo is een tweevleugelige uit de familie steltmuggen (Limoniidae). De soort komt voor in het Nearctisch gebied.